# 王国胤
王国胤（1970年—），男，中国人工智能学家，中国计算机学会会士，中国人工智能学会会士，现任重庆邮电大学研究生院院长。